# 마법사가 되지 못한 여자아이의 이야기
《마법사가 되지 못한 여자아이의 이야기》(일본어: 魔法使いになれなかった女の子の話。 마호쓰카이니 나레나캇타 온나노코노 하나시[*])는 아카사카 유즈키가 지은 일본의 온라인 소설이다. 약칭은 '마호나레'. 2018년 3월부터 2019년 9월까지 에브리스타에서 연재되었다.

## 줄거리
일찍이 마법사에게 도움을 받은 소녀 쿠루미 미라이는 자신도 마법사가 될 수 있도록 마법의 명문 학교 레트란 마법 학교에 진학한다. 마법사가 되려면 이 학교의 국가마법사 양성전문학과(통칭 마반)에 들어가야 한다. 쿠루미는 모의시험에서는 우수했지만, 실전의 시험에서는 인정받지 못하고 보통과 1반이 된다. 꿈을 포기하고 있던 쿠루미의 앞에, 어린 소녀의 모습을 한 교사 미나미 스즈키가 나타나, 1반 전원을 마법사로 만들겠다고 선언한다. 쿠루미의 꿈이 다시 움직이기 시작했다.

## 등장인물
쿠루미 미라이(クルミ=ミライ)
성우 - 히시카와 하나
본작의 히로인인 천연소녀. 어릴적부터 마법사를 동경하지만 그것을 잃고 실의 속에서 입학식을 맞이하게 된다.
그 후의 학생들과의 교류에 의해, 무엇이 하고 싶고, 왜 마법사가 되고 싶었는지를 생각해 고민하게 된다.
유즈 에델(ユズ=エーデル)
성우 - 야마다 미스즈
또 한 명의 히로인. 마법사를 배출하는 명가의 아가씨. 그러나 보통과에 들어가게 되어, 마법사가 되는 꿈을 포기하고 현실과 마주하려고 하고 있었다.
매우 자존심이 강하고 남에게 엄격하게 대하지만 자신에게도 엄격하게 노력을 게을리하지 않는다. 미나미의 방침에는 반대하지만 성실한 성격이라 수업을 보이콧하지 않고 받아들인다.
미나미 스즈키(ミナミ=スズキ)
성우 - 호리에 유이
쿠루미의 반, 보통과 1학년 1반 담임.
쿠루미보다 어린 모습의 소녀지만 국가로부터 인정받은 국가마법사. 1반 학생 전원을 마법사로 만들겠다고 선언하고 마법 수업을 진행한다.
예전에 쿠루미를 도와줬던 마법사와 비슷한 모습, 같은 목소리이지만 관계는 불명.
마키 쿠밀(マキ=クミール)
성우 - 마노 아유미
아스카 쿠루마루(アスカ=クルマル)
성우 - 하야시 유키야
레모네 주시(レモーネ＝ジューシー)
성우 - 고토 사오리
미카나 프루티(ミカーナ＝フルーティー)
성우 - 누쿠이 유카
샐리 앵드르(サリィ＝アンドル)
성우 - 스즈시로 사유미
닥 파파로티(ドク＝パパロッティ)
성우 - 토키 슌이치
테츠 레일웨이(テツ＝レイルウェイ)
성우 - 토야 키쿠노스케
마이크 쇼(マイク＝ショウ)
성우 - 사카타 쇼고
노던 해리스(ノーザン=ハリス)
성우 - 미도리카와 히카루
쿄 쿠루마루(キョウ=クルマル)
성우 - 코바야시 치아키
트란 아마사(トラン＝アマサ)
성우 - 미즈나카 마사아키
소피아 스완(ソフィア＝スワン)
성우 - 오기노 카나
에리카 휴즈(エリカ＝ヒューズ)
성우 - 후쿠즈미 사야
수밀 아마사(スーミル＝アマサ)
성우 - 호시타니 미카코
아니크 쿠마(アニク=クーマー)
성우 - 스가와라 신스케
매직 연구회 부장(マジ研 部長)
성우 - 모리노 마코
매직 연구회 부부장(マジ研 副部長)
성우 - 타치바나 타츠마루
카이 미라이(カイ=ミライ)
성우 - 코마츠 미카코
보건 선생님(保健の先生)
성우 - 사쿠라이 하루미
쿠루미의 할머니(クルミのおばあちゃん)
성우 - 카타카이 카오루

## TV 애니메이션
분카 방송·DeNA·소츠·마이니치 방송의 공동 기획에 의한 오리지널 애니메이션 제작 프로젝트 'Project ANIMA'의 제2탄 '이세계·판타지 부문'에서 대상을 수상해, 애니메이션화가 결정되었다. 2024년 10월부터 12월까지 《마법사가 되지 못한 여자아이의 이야기》라는 제목으로 마이니치 방송·TBS 텔레비전 등에서 아니메이즘 시간대에서 방송되었다.

### 스태프
- 원안 - 아카사카 유즈키
- 총감독 - 와타나베 타카시
- 감독 - 마츠네 마사토
- 시리즈 구성·각본 - 카나스기 히로코
- 캐릭터 원안 - 호시노 릴리
- 캐릭터 디자인 - 마츠우라 마이
- 서브 디자인 - 슈하라 데나
- 미술 감독 - 이즈미 켄타로
- 색채 설계 - 후나바시 미카
- 촬영 감독 - 야기 유리나
- 편집 - 스도 히토미
- 음향 감독 - 이와나미 요시카즈
- 음악 - 시모무라 요코
- 편곡 - 마츠오 하야토, 하라구치 히로시, 킷카와 미키
- 음악 제작 - 이매진
- 프로듀서 - 아리타 마사요, 우에마치 유스케, 후나하시 타카유키, 콩 카오, 마츠쿠라 유지, 오기와라 슈헤이, 후지와라 토시키
- 애니메이션 제작 프로듀서 - 후지시로 아츠시
- 애니메이션 제작 - J.C.STAFF
- 제작 - 마호나레 제작위원회

### 주제가
콜라주(コラージュ)
PUFFY와 더불어 TOOBOE에 의한 오프닝 테마. 작사·작곡은 TOOBOE, 편곡은 토쿠나가 아키히토.
순간최대풍속(瞬間最大風速)
halca에 의한 엔딩 테마. 작사·작곡은 타나카 히데노리, 편곡은 카와구치 케이타.

### 에피소드 목록
| 화수   | 제목                                                                                      | 그림 콘티                   | 연출            | 작화 감독 | 총작화 감독                   | 방송일          |
| ------ | ----------------------------------------------------------------------------------------- | --------------------------- | --------------- | --- | ----------------------------- | --------------- |
| 제1화  | 私、魔法使いになりたい! 나, 마법사가 되고 싶어!                                           | 마츠네 마사토               | 이시다 미유키   | 후지이 마사히로 마에하라 카오루 나가타 유카 토야마 요스케 츠즈키 유카코 야마모토 마사아키 Studio EverGreen STUDIO MASSKET | 후지이 마사히로 마츠우라 마이 | 2024년 10월 5일 |
| 제2화  | 私、魔法使いになれる、かも? 나, 마법사가 될지도?                                          | 스즈키 이쿠                 | 아와이 시게노리 | 사쿠라이 코노미 陈亮 李良鵬 廖雪宇                                                                                        | 오오키 료이치                 | 10월 12일       |
| 제3화  | 私、マ研に入部しまーす! 저, 마연에 들어갈 거예요!                                         | 타카다 코이치               | 미야자키 슈지   | 하세가와 신야 하타케야마 카나에 아라타 하야토 마츠시타 준코 Dogwood Studio EverGreen                                      | 하세가와 신야 후지이 마사히로 | 10월 19일       |
| 제4화  | 私、お芋食べまーす! 저, 감자 고구마를 먹어요!                                             | 이즈미 시즈카 타카다 코이치 | 쿠로세 다이스케 | 무라카미 유우 토야마 요스케 나가타 유카 Dogwood STUDIO MASSKET Studio EverGreen                                           | 오오키 료이치                 | 10월 26일       |
| 제5화  | 私、強歩大会で歩きまくりまーす! 저, 장거리 걷기 대회에서 마구 걸어요!                     | 와타나베 타카시             | 와타나베 타카시 | 무라카미 유우 하타케야마 카나에 마에하라 카오루 STUDIO MASSKET Dogwood                                                    | 하세가와 신야                 | 11월 2일        |
| 제6화  | 私達以外、ハッピーホリデイでみんな帰っちゃった 우리만 빼고 해피 홀리데이로 다들 집에 갔다 | 타카다 코이치               | 아와이 시게노리 | 陈亮 李良鵬 廖雪宇 | 후지이 마사히로 오오키 료이치 | 11월 9일        |
| 제7화  | 私、ハッピーホリデイなのに悲劇です! 저, 해피 홀리데이인데 비극이에요!                     | 스즈키 이쿠                 | 이시다 미유키   | 오오노 츠토무 마츠시타 준코 나가타 유카 토야마 요스케 타테자키 히로시 Dogwood Studio EverGreen 무라카미 유우              | 오오키 료이치                 | 11월 16일       |
| 제8화  | 私、サウナで整っちゃいまーす! 저, 사우나로 힐링합니다!                                    | 후쿠시마 토시노리           | 미야자키 슈지   | 마에하라 카오루 하타케야마 카나에 아라타 하야토 나가타 유카 Studio EverGreen                                              | 하세가와 신야                 | 11월 23일       |
| 제9화  | 私、魔法使いになれちゃう!? 저, 마법사가 되는 건가요!?                                     | 스즈키 이쿠                 | 아와이 시게노리 | 안도 코타 約拿单 羊光 Revival                                                                                             | 오오키 료이치                 | 11월 30일       |
| 제10화 | 私達のレットランが危機です! 우리 레트란이 위험해요!                                       | 스즈키 이쿠                 | 로세 다이스케   | 무라카미 유우 Dogwood | 하세가와 신야                 | 12월 7일        |
| 제11화 | 私、古代魔法使っちゃいます! 저, 고대 마법을 씁니다!                                       | 나가이 신페이               | 이시다 미유키   | 무라카미 유우 토야마 요스케 마츠시타 준코 Dogwood Studio EverGreen                                                        | 오오키 료이치                 | 12월 14일       |
| 제12화 | 私は、魔法使い以上のものになりたい 나는 마법사 이상의 사람이 되고 싶어                    | 마츠네 마사토 타카다 코이치 | 나카하라 레이   | 오오노 츠토무 나가타 유카 무라카미 유우 Dogwood Studio EverGreen                                                          | 하세가와 신야                 | 12월 21일       |

| 마이니치 방송·TBS 텔레비전 아니메이즘 B1 | 마이니치 방송·TBS 텔레비전 아니메이즘 B1 | 마이니치 방송·TBS 텔레비전 아니메이즘 B1 |
| 이전 작품                                | 작품명                                   | 다음 작품                                |
| ---------------------------------------- | ---------------------------------------- | ---------------------------------------- |
| 던전 관리인                              | 마법사가 되지 못한 여자아이의 이야기     | 일본에 어서 오세요 엘프 씨.              |